# Microdon papuanum
Microdon papuanum är en tvåvingeart som först beskrevs av Mann 1920.  Microdon papuanum ingår i släktet myrblomflugor, och familjen blomflugor. Inga underarter finns listade i Catalogue of Life.